# Melvin Stewart
Melvin (Mel) Stewart (ur. 16 listopada 1968 w Gastonii) – amerykański pływak. Trzykrotny medalista olimpijski z Barcelony.
Specjalizował się w stylu dowolnym oraz motylkowym. W Barcelonie w drugim ze stylów triumfował na dystansie 200 metrów, był także członkiem zwycięskiej sztafety w stylu zmiennym oraz brązowym medalistą w sztafecie kraulowej. Na swym koronnym dystansie 200 m motylkiem był rekordzistą świata (1991–1995). W tej samej konkurencji był także mistrzem globu w 1991. Wcześniej brał udział w IO 88.

## Starty olimpijskie (medale)
Barcelona 1992
- 200 m stylem motylkowym, 4 × 100 m stylem zmiennym –  złoto
- 4 × 200 m stylem dowolnym –  brąz